# 경기력 향상 약물
경기력 향상 약물(Performance-enhancing drugs, PEDs)은 경기력을 향상시켜주는 물질로, 보통 단백동화 스테로이드를 비롯한 여러 스테로이드를 주로 가리킨다.